# Кабана (строение)

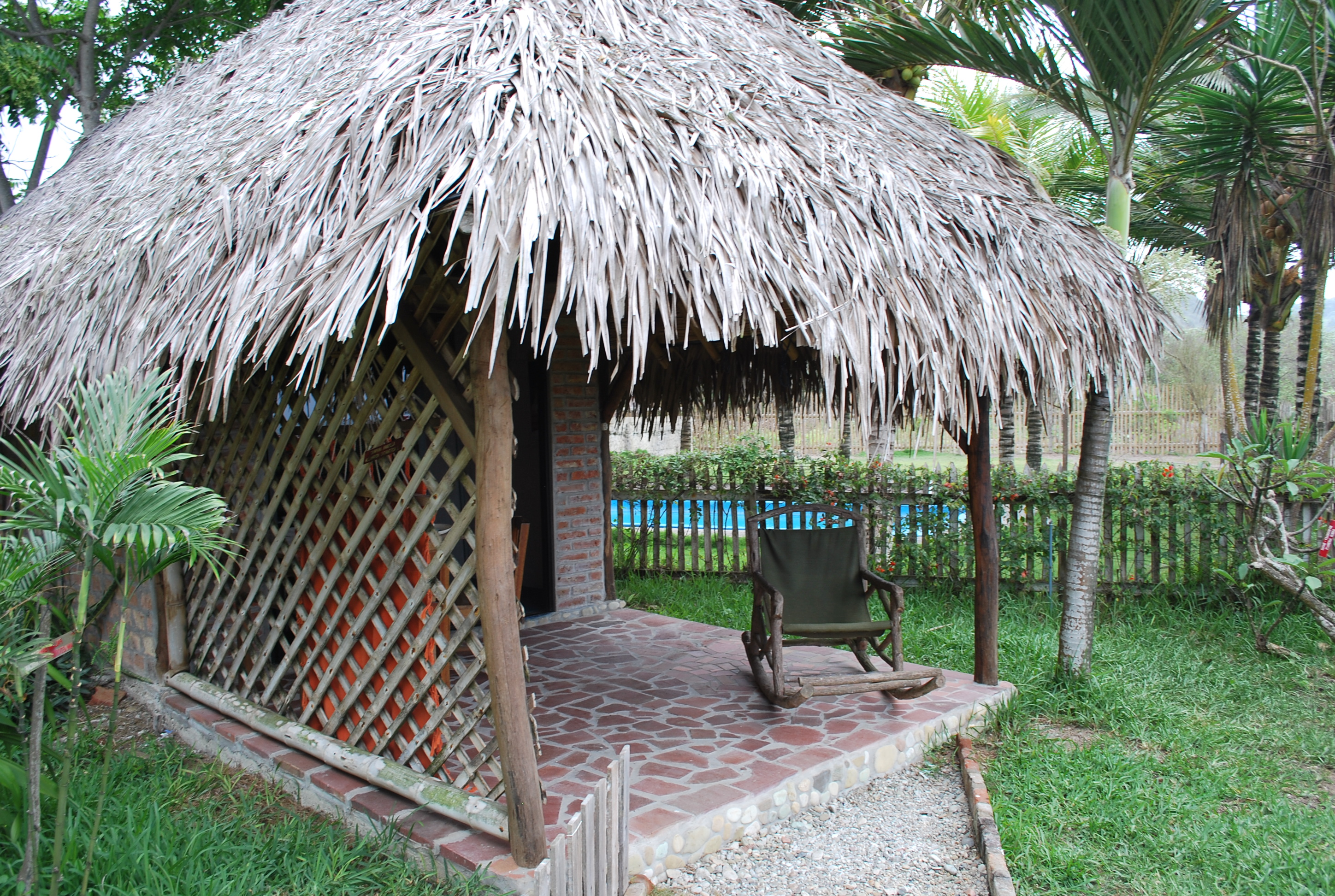
Кабана в Айямпе, Эквадор.

Кабана (Cabana) — небольшая хижина с соломенной крышей, строение коренных народов приэкваториальной полосы (например, Эквадора). Строится в тропическом климате вблизи естественных водоемов. Изначально предназначена для временного, сезонного проживания людей, размещения товаров или деятельности (в отличие от дома, который служит постоянным убежищем). С развитием культуры туризма и отдыха кабана стала атрибутом роскоши.

## Рекреационная постройка
Сезонная или постоянная конструкция со шторами, декоративными портьерами или сплошными стенами.
Часто находится в пляжных клубах или рядом с бассейнами на курортах и в отелях, а также в частных садах. Часто это небольшие комнаты с верандой на уровне земли, в которой есть стулья и столы для отдыха и обеда, а также место для хранения стульев, зонтиков и досок для серфинга или других игрушек для пляжа или бассейна. Городские роскошные отели, такие как Mondrian Hotel и Beverly Hills Hotel в Лос-Анджелесе, имеют полупостоянные ансамбли домиков для переодевания на территории или на террасе на крыше, которые обеспечивают уединение на свежем воздухе и могут приобретать некоторый социальный статус.

### Материалы
Кабана может быть разных размеров и изготовлена из различных материалов. Каркасы могут быть из: алюминия или стали с полиэфирной порошковой краской или другой прочной отделкой. Поверх накладывается обработанная древесина или композитный строительный пластик. Крыши или верхние покрытия, боковые стены и шторы могут быть изготовлены из тканей для наружных работ, соломенных материалов, сборных деревянных панелей и/или полупрозрачного стеклолюцитового пластика.

### Дополнительные возможности
Более сложные варианты постройки могут включать в себя коммунальные услуги: электричество, связь и развлечения, питьевую воду и/или природный газ. Аксессуары могут включать в себя освещение, потолочные вентиляторы, обогреватели наружных помещений, развлекательное оборудование, приборы для приготовления холодных и горячих продуктов, а также перегородки для раздевалок и мелких кладовых. Мебель может варьироваться от простой садовой до более дизайнерской.

## Этимология
Слово является заимствованием из провансальского cabana («хижина»), происходящего от латинского слова capanna.
Согласно Сокровищнице французского языка, этот термин засвидетельствован в 1387 году в значении «небольшое сводное жилище», а в 1462 году — в значении «приют для животных». Заимствование из провансальского cabana засвидетельствовано в 1253 г., от нижнелатинского capanna.